# EB-Tenderreihe 15
Die EB-Tenderreihe 15 war eine Schlepptenderreihe der Belgischen Staatsbahnen (Chemins de fer de l’État belge, abgekürzt EB, auch L’État belge).

## Geschichte
Die dreiachsigen Tender dieser Baureihe waren eine Weiterentwicklung der 1899 eingeführten Tenderreihe 12 und wiesen nur kleinere Verbesserungen auf, die nur für Fachleute erkennbar waren. Sie wurden bei den auf der Lokomotivreihe 30 basierenden Baureihen 32 und 32S, spätere Reihen 41 und 44, verwendet. Am 1. Mai 1944 waren noch 537 Exemplare im Dienst.

## Nummerierung
Schlepptender hatten bei den EB ursprünglich Ordnungsnummern ohne erkennbaren Zusammenhang mit den Nummern der damit gekuppelten Lokomotiven und zudem keine festen Nummernbereiche je Reihe. Alle Tender dieser Reihe hatten vierstellige Nummern im Bereich von 2895 bis 4350, in dem aber durchaus auch Tender anderer Reihen ihre Nummern hatten.
Erst 1931 erfolgt eine Umnummerierung der zu dem Zeitpunkt noch bei der Nationale Gesellschaft der Belgischen Eisenbahnen (NMBS/SNCB) vorhandenen Schlepptender nach einem neuen Schema mit fünfstelligen Nummern und nach Reihen getrennten Nummernbereichen.